# Île Eleanor (lac Muskoka)
L'île Eleanor (anglais : Eleanor Island) est une île située dans le lac Muskoka (en) en Ontario au Canada. D'une superficie de 0,6 ha, elle fait partie de la réserve nationale de faune de l'Île-Eleanor et du refuge d'oiseaux de l'Île Eleanor, deux aires protégées ayant pour but de préserver l'une des rares îles inexploitées du lac. Elle sert d'aire de nidification a de nombreuses espèces comme le Goéland argenté, le Cormoran à aigrettes et le Grand Héron. Elle est administrée par le Service canadien de la Faune.

## Histoire
La canton de Muskoka avait acheté l'île Eleanor et en fait une aire protégée municipale. De crainte qu'un conseil subséquent revende l'île, ils ont offert l'île au Service canadien de la faune en 1970. L'île est cédée au gouvernement fédéral le 1er septembre 1970 et est déclarée comme refuge d'oiseaux migrateurs  l'année suivante. Le statut de refuge d'oiseaux migrateurs se voulait un statut provisoire avant que l'île devienne une réserve nationale de faune, statut qu'elle a obtenu en 1978.